# Ctenolimnophila fuscoanalis
Ctenolimnophila fuscoanalis är en tvåvingeart som beskrevs av Alexander 1946. Ctenolimnophila fuscoanalis ingår i släktet Ctenolimnophila och familjen småharkrankar. Inga underarter finns listade i Catalogue of Life.